# هربالاکس
هربالاکس (به انگلیسی: Herbalax)

## شکل‌های دارو
کپسول ۴۵۰ میلی‌گرمی.

## موردهای مصرف
برای درمان کوتاه‌مدت یبوست.

## مقدار مصرف
۲ کپسول در روز.

## نکته‌های ضروری
۱- دارو از پودر برگ سنا تهیه می‌شود. ۲- مصرف دست‌کم ۸ لیوان آب در روز برای نرم‌شدن مدفوع ضروری است.